# Markt (Eeklo)
De Markt is de naam van de openbare ruimte in het centrum van de Oost-Vlaamse stad Eeklo.
De Markt is grotendeels ingenomen door de 2x2 rijstroken van gewestweg N9 sinds de tweede helft van de 20e eeuw. Daardoor neemt het als plein ingerichte deel nog maar een klein deel in van de openbare ruimte met de naam Markt.

## Monumenten
Volgende monumenten liggen direct aan de Markt:
- Stadhuis met belfort; het stadhuis in Vlaamse renaissance is uit de zeventiende eeuw, het belfort uit 1932 dat in 1999 werd toegevoegd aan de UNESCO werelderfgoedlijst, Markt 34
- De 93,4 m hoge Sint-Vincentiuskerk gebouwd in 1878-1883 in neogotische stijl, Kerkplein
- De Minderbroederskerk of Paterskerk is een hallenkerk uit 1866-1888 in neogotische stijl, Markt
- Het rootjen, een groep zeventiende-eeuwse huisjes op de Markt

## Geschiedenis

### Heraanleg marktplein
In 2024 legt de Stad Eeklo het pleingedeelte van de Markt opnieuw aan: het stuk voor het stadhuis en het belfort wordt een plein voor ceremonies, markten en de kermis,  met een fontein. Op het andere deel, dat ingericht was als parking, komt een tuin met banken en bomen.

### Toekomstplannen
Na de afwerking van omleidingsweg R43 zal de N9, die het grootste deel van de Markt inneemt, verkeersluwer en smaller ingericht worden.